# Micaria inornata
Micaria inornata är en spindelart som beskrevs av Ludwig Carl Christian Koch 1873. Micaria inornata ingår i släktet Micaria och familjen plattbuksspindlar. Inga underarter finns listade i Catalogue of Life.